# Каладиум двухцветный
Каладиум двухцветный (лат. Caladium bicolor) — вид растений рода Каладиум (Caladium), семейства Ароидные (Araceae), распространенный на территории Южной Америки.
Каладиум двухцветный также известен под названием «Сердце Иисуса». Это растение популярно в качестве комнатного, благодаря своим большим листьям, имеющим форму сердца или копья и украшенным яркими зелеными, белыми, розовыми и красными пятнами. Существует множество сортов этого растения. Кроме того, каладиум двухцветный имеет медицинские свойства и широко применяется в экологических и социальных целях как яд и лекарство, а также может быть использован в пищевой промышленности.

## Название
Род Каладиум получил свое название от латинизированной формы малайского слова kaladi. Эпитет bicolor в латинском языке переводится как «двухцветный».

## Ботаническое описание

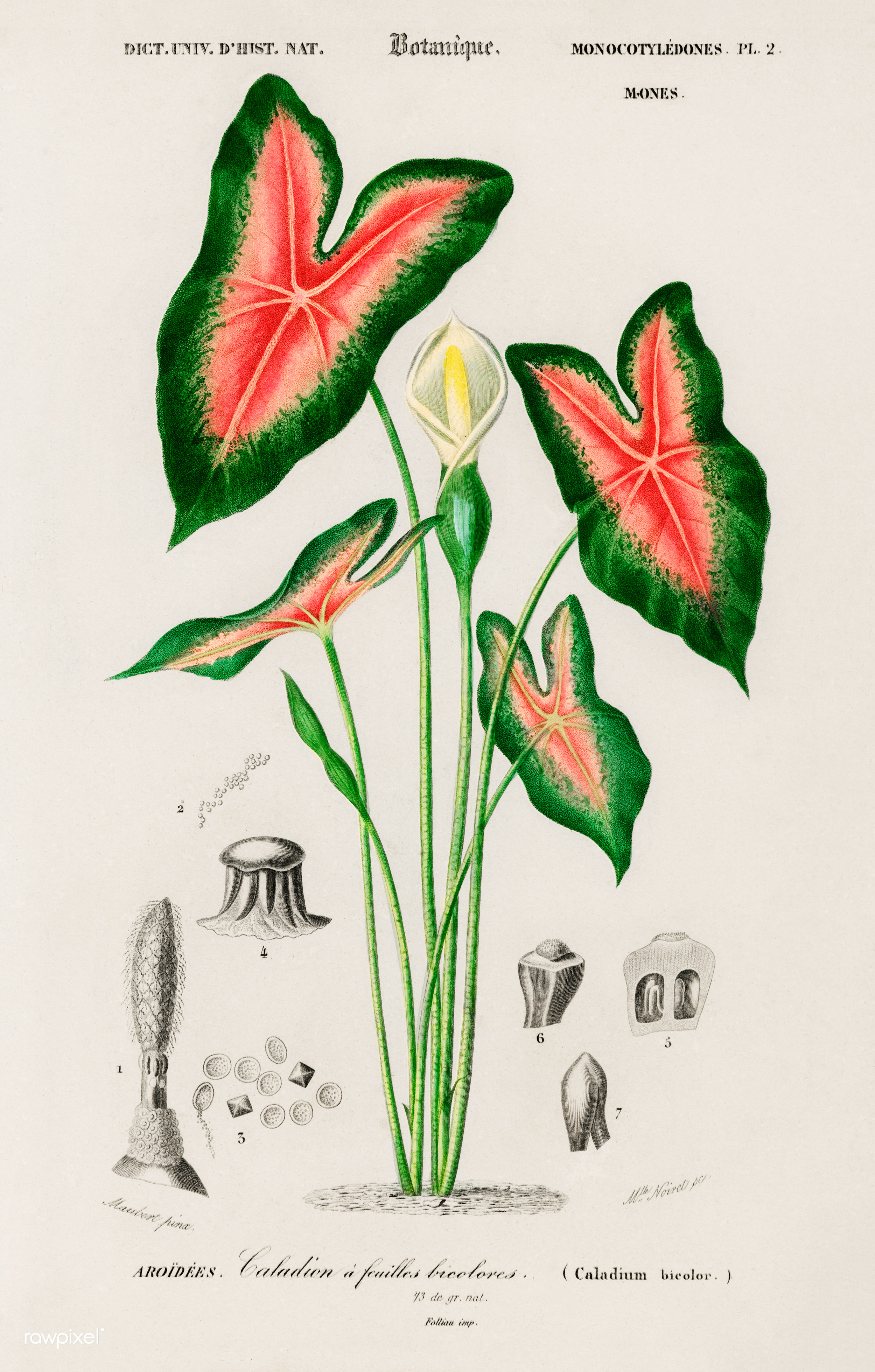
Ботаническая иллюстрация

Каладиум двухцветный относится к клубневым травам, у которых есть эллипсоидные клубни, иногда с отделенной, вдавленно-шаровидной базальной частью. Стебли обладают линейно-ланцетными катафиллами длиной от 2,5 до 9 см. Листья имеют черешок размерами 20-70 x 1 см, плоский и тупо уплощенный сверху. Ножки листьев вытянутые и достигают длины от 16 до 55 см. Листовые пластинки имеют щитковидную форму, от яйцевидных до стреловидно-яйцевидных, размерами 22-35 x 11-18 см. Они тонкие, матовые, с верхней стороны темно-зеленые и часто украшены красными, желтыми или пурпурными пятнами. Нижняя поверхность листьев значительно светлее, а основание лопастей может быть от тупого до закругленного.
Соцветия прямостоячие с цветоносом, достигающим длины от 16 до 55 см. Покрывало имеет размеры 10-11 см и состоит из зеленой трубки длиной от 2,5 до 4 см с белым лезвием на обеих сторонах, размерами 4,5-7 x 2,5 см. Размер пестичной части початка составляет от 1 до 1,8 см, а стерильной тычиночной части от 1 до 2 см. Плодородная тычиночная часть имеет булавовидную форму, ее длина варьируется от 2,8 до 4,5 см. Ягоды розового цвета.
Обычно этот вид цветет с декабря по май, и в тот же период можно увидеть его незрелые плоды. Часто встречается в окрестностях усадеб и деревень, где, вероятно, выращивается как декоративное растение.

## Распространение
Каладиум двухцветный естественно произрастает на территории от Центральной Америки до Аргентины.

Это проблематичный инвазивный вид на Тринидаде и Тобаго, Гуаме, Микронезии, Палау, Гавайях и Филиппинах, а натурализованные популяции можно найти в большинстве остальных тропиков мира, включая Африку, Индийский субконтинент, Юго-Восточную Азию и Малезию.

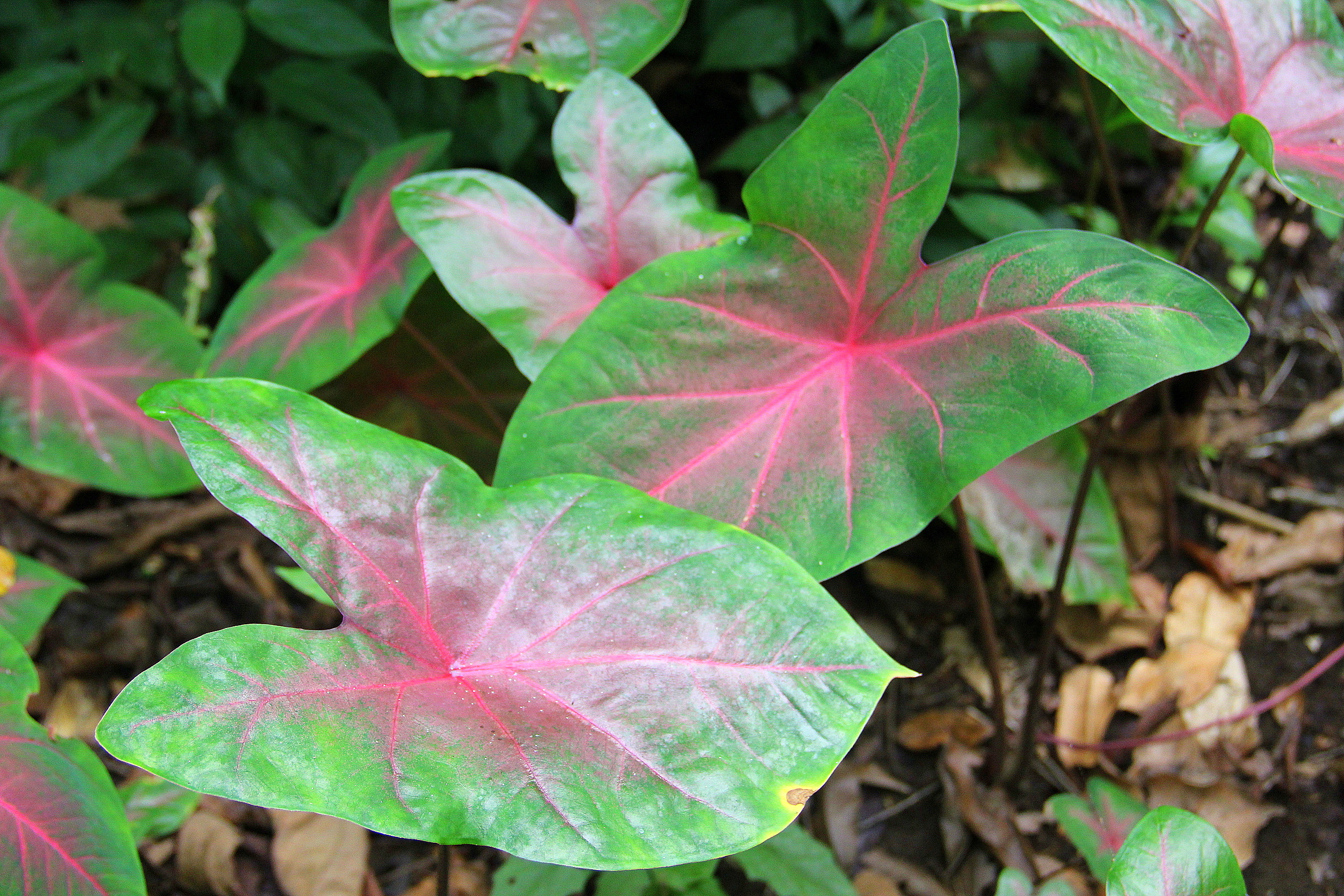
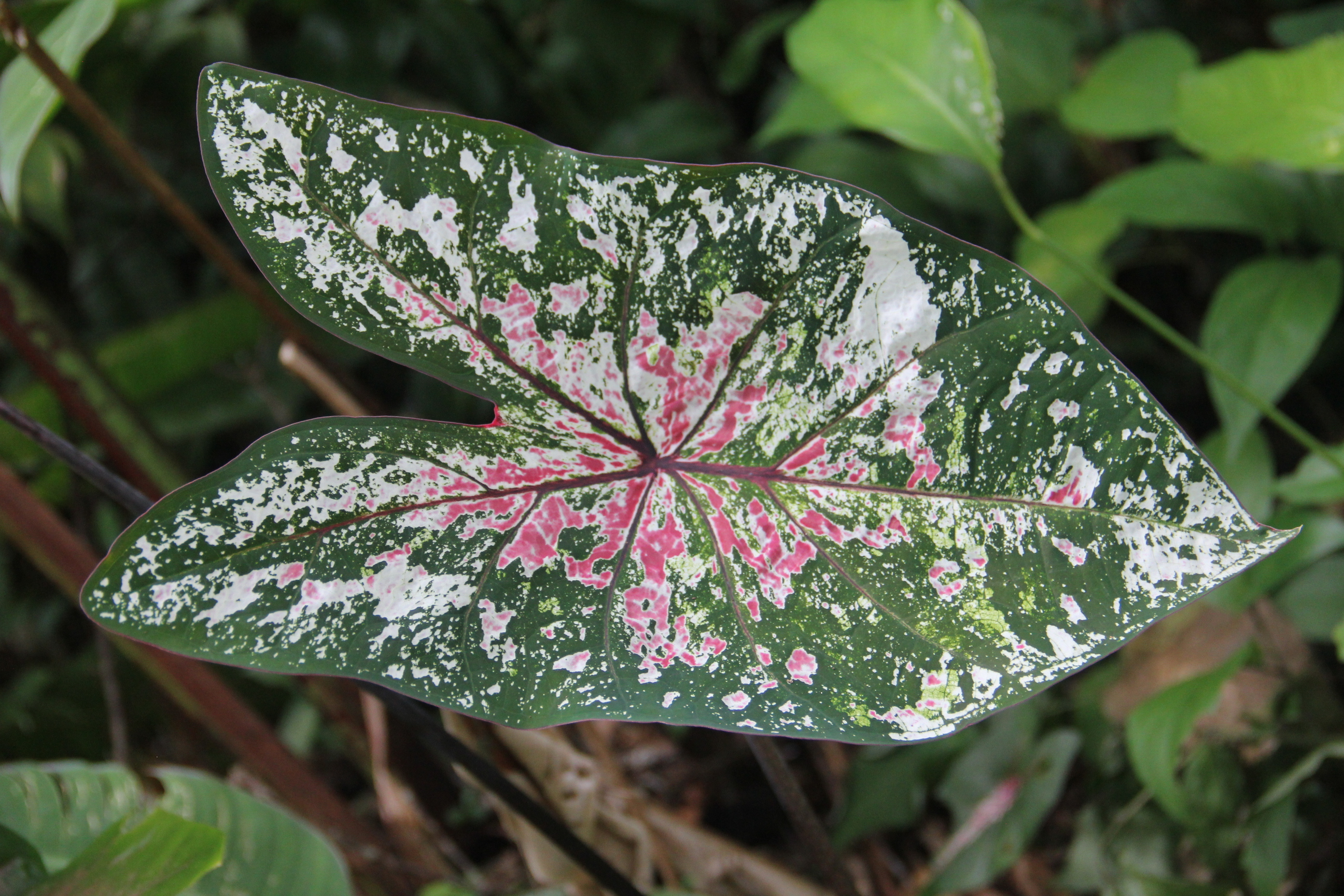
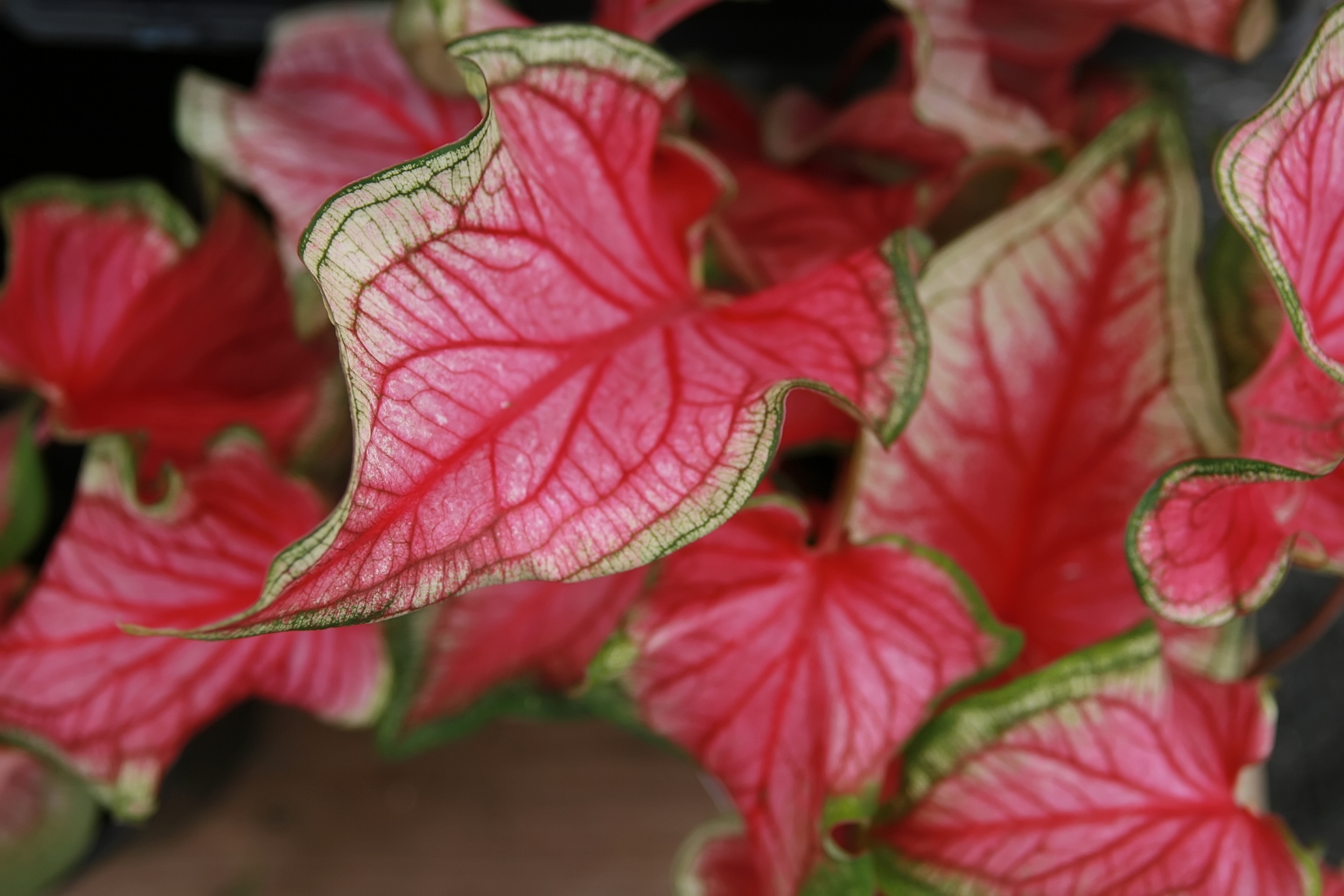
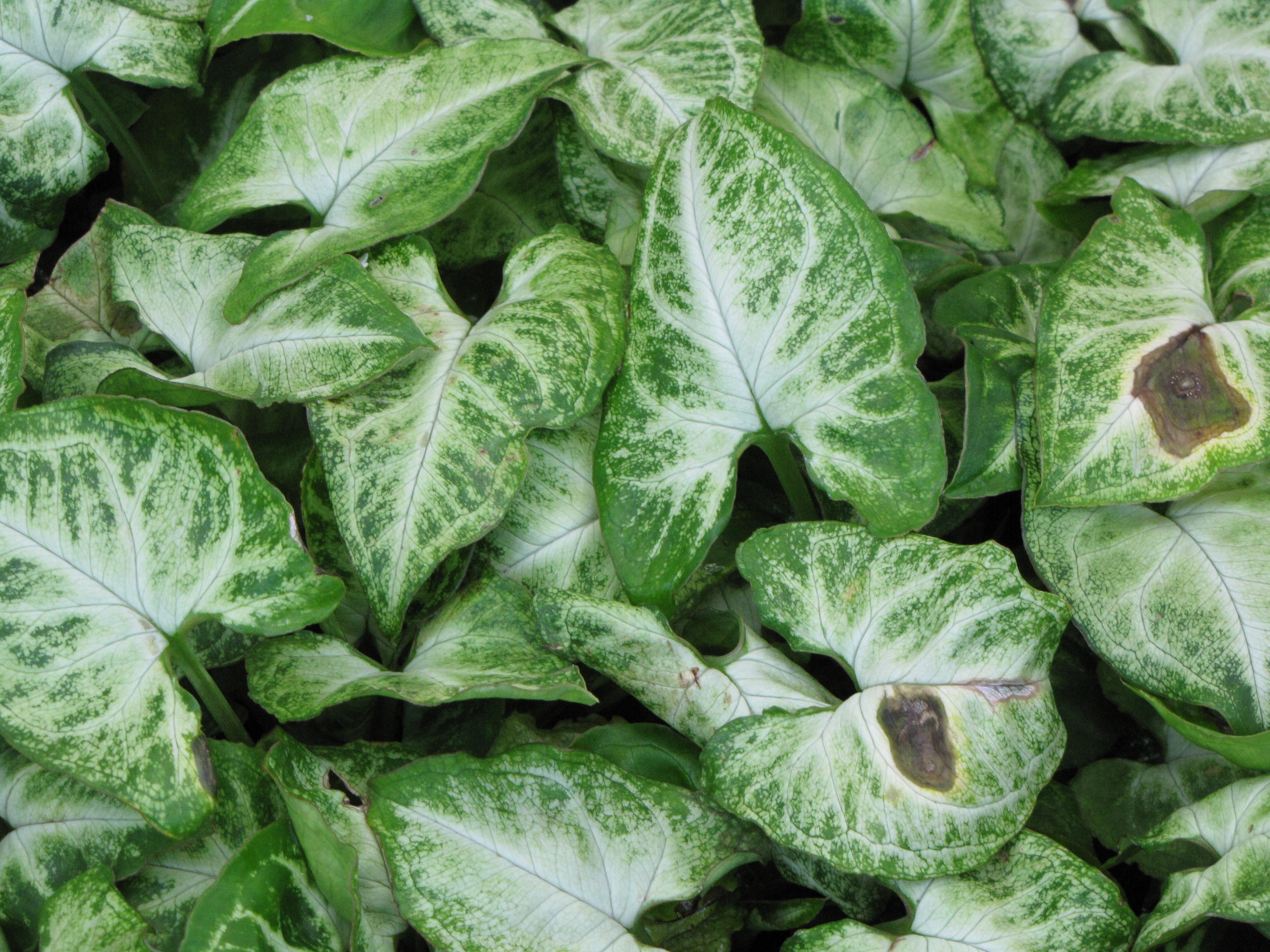
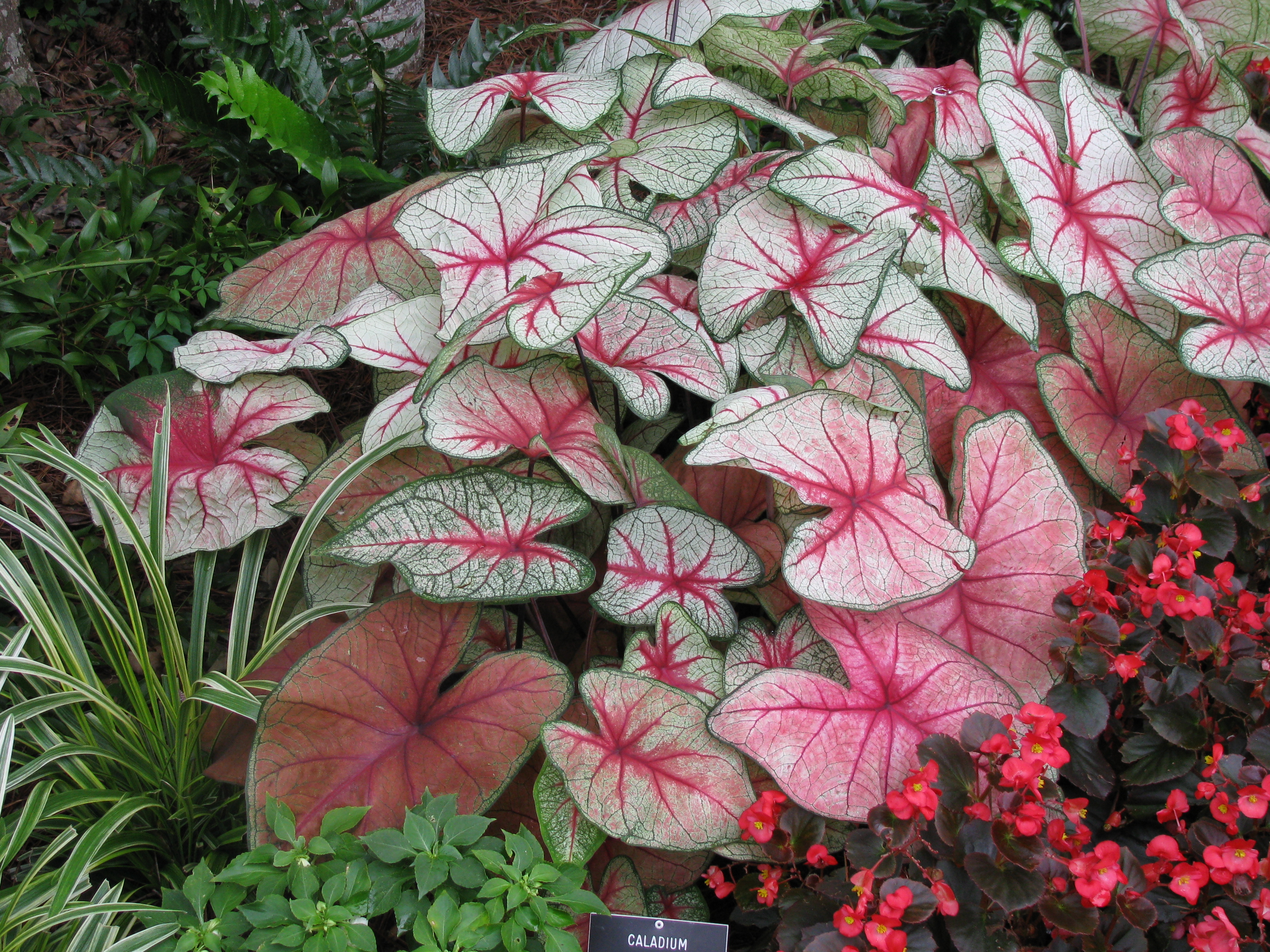

## Таксономия
Caladium bicolor (Aiton) Vent., первое упоминание в Mag. Encycl. 4: 464 (1800).

### Синонимы
Гомотипные (основанные на одном и том же номенклатурном типе):
- Arum bicolor Aiton (1789)
- Cyrtospadix bicolor (Aiton) Britton & P.Wilson (1924)

Гетеротипные (основанные на разных номенклатурных типах): 
- Вид включает 150 гетеротипных синонимов[1].

## Токсичность
Каладиум двухцветный содержит оксалат кальция в виде кристаллов, что делает все его части ядовитыми для людей, домашних животных и скота. Контакт с соком растения на коже может вызвать раздражение. Проглатывание каладиума может привести к жжению и отеку губ, рта и языка, а также вызвать тошноту, рвоту и диарею. Если домашний питомец употребил это растение, помимо рвоты, он может проявить симптомы, такие как слюнотечение, лапание рта или лица и снижение аппетита.